# Nowa Wieś (Kutno)
Pour les articles homonymes, voir Nowa Wieś.

Nowa Wieś (prononciation [ˈnɔva ˈvjɛɕ]) est un village de la gmina de Kutno, du powiat de Kutno, dans la voïvodie de Łódź, situé dans le centre de la Pologne.
Il se situe à environ 5 kilomètres au sud de Kutno (siège de la gmina et du powiat) et 47 kilomètres au nord de Łódź (capitale de la voïvodie).

## Géographie
Le village est implanté au cœur de la plaine centrale polonaise, dans une zone légèrement vallonnée, essentiellement agricole. Il est entouré de champs cultivés, de petites forêts, et bénéficie d’un environnement rural typique de la région de la Mazovie occidentale.
Le climat y est de type continental modéré, avec des hivers froids et des étés chauds. La rivière Ochnia coule non loin du village.

## Histoire
Les premières traces de peuplement dans la région remontent à l’époque médiévale, bien que le village sous sa forme actuelle soit mentionné dans les archives du XIXe siècle, sous l'administration du Royaume du Congrès.
Durant l’époque des partages de la Pologne, la région appartenait à l’Empire russe. Après la Première Guerre mondiale, Nowa Wieś a été intégré à la République de Pologne nouvellement indépendante.
Pendant la Seconde Guerre mondiale, le village fut occupé par les forces allemandes nazies. Certains habitants furent déplacés, et la région connut des réquisitions agricoles. Après 1945, sous le régime communiste, les terres agricoles furent collectivisées pour un temps, avant que ne s’amorce la décollectivisation dans les années 1990.

## Administration
Nowa Wieś dépend de la gmina de Kutno, une gmina rurale qui entoure mais n’inclut pas la ville de Kutno elle-même. Entre 1975 et 1998, le village faisait partie de l’ancienne voïvodie de Płock. Depuis la réforme administrative polonaise de 1999, il est intégré à la voïvodie de Łódź, dans le powiat de Kutno.

## Économie
L’économie du village repose principalement sur l’agriculture. Les exploitations locales cultivent majoritairement des céréales (blé, orge), des betteraves sucrières et des pommes de terre. Quelques fermes d’élevage de porcs et de vaches laitières subsistent.
En raison de la proximité de Kutno, certains habitants travaillent également dans les zones industrielles de la ville, notamment dans la logistique et l’agroalimentaire.

## Infrastructures
Nowa Wieś est desservi par des routes départementales qui relient le village à Kutno et aux localités voisines. L’accès aux transports publics est limité, mais des liaisons par bus scolaires et minibus privés existent.
Pour les services de santé, l’enseignement secondaire, ou les administrations publiques, les habitants se rendent à Kutno.

## Population
```
La population de Nowa Wieś est estimée à environ 150 habitants, bien que certaines sources récentes évoquent une légère augmentation due à la proximité avec Kutno, centre urbain attractif. Le village compte plusieurs familles établies depuis plusieurs générations, et une structure sociale marquée par un fort ancrage rural.
```

## Patrimoine et culture
Le village dispose d’une petite chapelle, point central de la vie communautaire. Les traditions agricoles sont maintenues à travers la célébration annuelle des Dożynki (fête des moissons). Un calvaire en pierre datant du XIXe siècle se trouve à l’entrée du village.